# The Patriot (pel·lícula de 1928)
The Patriot és una pel·lícula de la Paramount dirigida per Ernst Lubitsch i protagonitzada per Emil Jannings, Florence Vidor i Lewis Stone. Tot i tractar-se d'una pel·lícula essencialment muda, presentava una banda sonora sincronitzada i hi havia diàlegs en algunes de les seves seqüències que la Paramount va afegir un cop acabada la pel·lícula. Basada en l'obra de teatre homònima d'Alfred Neumann, basada al seu torn en un relat de Dmitri Merejkovski, es va estrenar el 17 d'agost de 1928. La pel·lícula va guanyar l'Oscar al millor guió adaptat (Hans Kraly) i va ser nominada en diferents àmbits: l'Oscar al millor actor (Lewis Stone), a la millor direcció artística (Hans Dreier), i l'Oscar a la millor pel·lícula. És l'única pel·lícula nominada a aquest darrer Oscar que no es conserva completa.

## Argument
A la Rússia del segle xviii, el tsar Pau I, viu envoltat de complots per assassinar-lo i només confia en el comte Pahlen. El comte vol protegir el seu amic, el tsar boig, però a causa de l'horror pels actes del rei, sent que l'ha de fer abdicar. Stefan, bofetejat pel zar per no portar el nombre correcte de botons a les seves polaines, s'uneix al compte en la trama. El príncep hereu descobreix horroritzat els seus plans i adverteix el seu pare, que, en no estimar el seu fill, el fa arrestar per les seves acusacions. Pahlen utilitza la seva amant, la comtessa Ostermann, per atraure el tsar a la seva habitació, però allà ella li explica el complot. El tsar convoca Pahlen que li declara la seva total lleialtat. Més tard, aquella nit, el comte i Stefan entren al seu dormitori i el tsar mor. Aleshores Stefan dispara amb una pistola a Pahlen. Mentre el comte agonitza a terra, apareix la comtessa i abraça Pahlen mentre diu: "He estat un mal amic i amant, però he estat un patriota".

## Repartiment
- Emil Jannings (Pau I de Rússia)
- Florence Vidor (comtessa Ostermann)
- Lewis Stone (comte Pahlen)
- Vera Voronina (Mdlle. Lapoukhine)
- Neil Hamilton (Alexandre I de Rússia)
- Harry Cording (Stefan)
- Tullio Carminati (no surt als crèdits)
- Carmencita Johnson (no surt als crèdits)